# Minie Brinkhoff
Minie Brinkhoff (Zevenaar, 19 december 1952) is een Nederlands voormalig professioneel wielrenster.
Ze was zowel op de weg als op de baan actief. In het begin van haar carrière won ze tweemaal de Profronde van Surhuisterveen en werd ze eenmaal tweede. 
In 1972 werd ze Nederlands kampioen sprint op de baan voor elite. Ze werd tweede op de achtervolging en derde op het Nederlands kampioenschap wielrennen op de weg. Haar beste eindresultaat dat jaar was de tweede plaats op het wereldkampioenschap sprint.
In 1973 werd ze derde op het Nederlands kampioenschap achtervolging en tweede op het Nederlands kampioenschap sprint, in 1974 werd ze wederom Nederlands kampioen sprint en derde op de achtervolging. Ze werd tevens derde op het Nederlands kampioenschap op de weg.
Op het wereldkampioenschap wielrennen in 1977 werd ze derde op de wegrit voor vrouwen.
Ze was getrouwd met baanwielrenner en olympisch deelnemer Peter Nieuwenhuis. Samen met hem kreeg ze één kind: Rink Nieuwenhuis.

## Overwinningen
1971
- Profronde van Surhuisterveen

1972
- Profronde van Surhuisterveen

1974
- Nederlands kampioene sprint, Elite

1977
- Wereldkampioenschap op de weg, Elite